# 웨스턴군

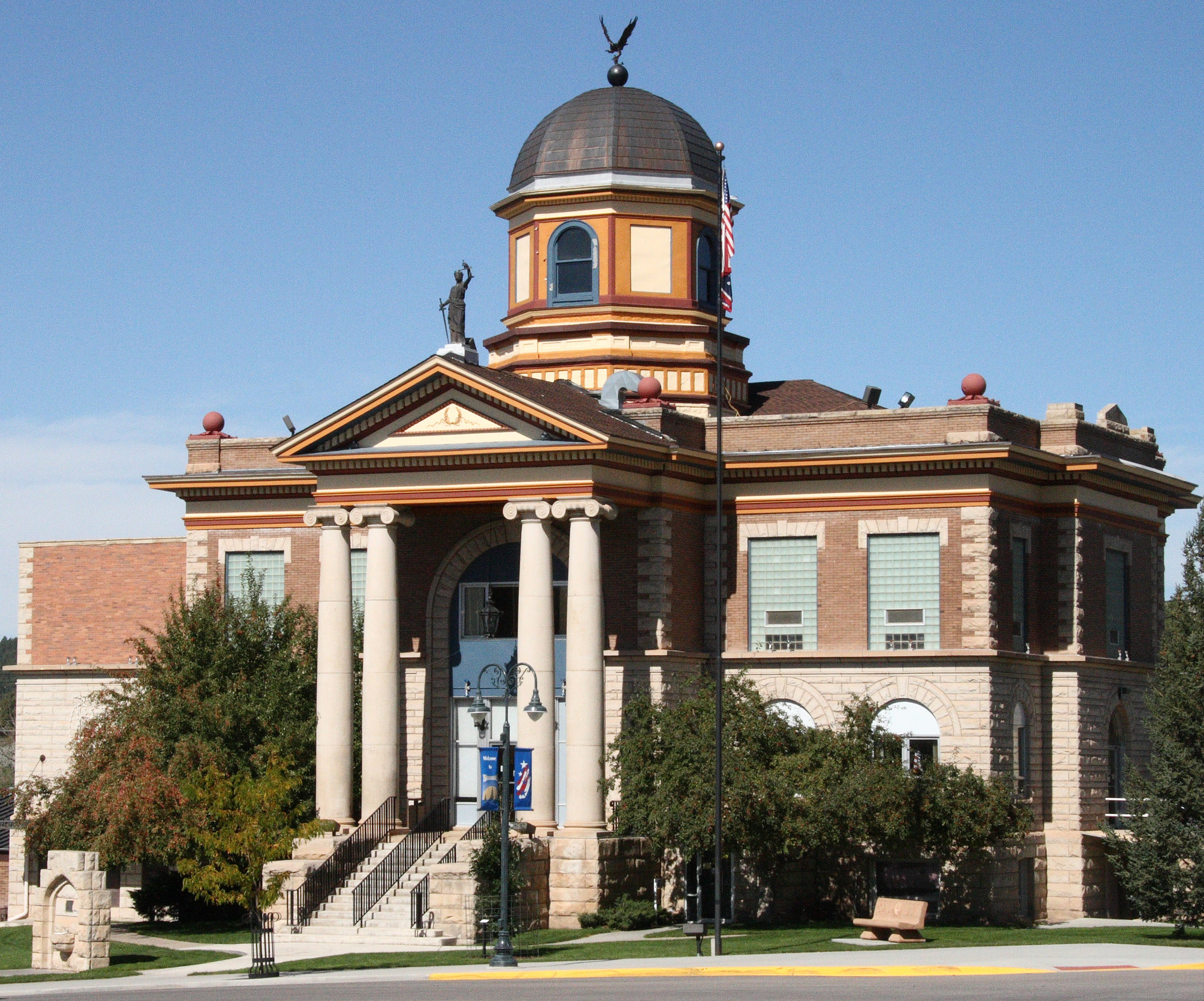

웨스턴군 또는 웨스턴 카운티(Weston County)는 미국 와이오밍주에 위치한 군이다. 2010년 기준으로 이 지역의 인구 수는 총 7,208명이다. 2019년 추산으로 이 지역의 총 인구 수는 6,927명이다.

## 인구
| 인구조사                                | 인구  | Note  | %±     |
| --------------------------------------- | ----- | ----- | ------ |
| 1890년                                  | 2,422 |       | —      |
| 1900년                                  | 3,203 |       | 32.2%  |
| 1910년                                  | 4,960 |       | 54.9%  |
| 1920년                                  | 4,631 |       | −6.6%  |
| 1930년                                  | 4,673 |       | 0.9%   |
| 1940년                                  | 4,958 |       | 6.1%   |
| 1950년                                  | 6,733 |       | 35.8%  |
| 1960년                                  | 7,929 |       | 17.8%  |
| 1970년                                  | 6,307 |       | −20.5% |
| 1980년                                  | 7,106 |       | 12.7%  |
| 1990년                                  | 6,518 |       | −8.3%  |
| 2000년                                  | 6,644 |       | 1.9%   |
| 2010년                                  | 7,208 |       | 8.5%   |
| 2019 (추산)                             | 6,927 | [ 1 ] | −3.9%  |
| US Decennial Census 1870–2000 2010–2016 |       |       |        |

## 같이 보기
- 와이오밍주